# Petralia Sottana
Petralia Sottana (Pitralìa Suttana in siciliano) è un comune italiano di 2 372 abitanti della città metropolitana di Palermo in Sicilia.
Fa parte del Parco delle Madonie.

## Geografia fisica
L'abitato è collocato sul versante meridionale della catena delle Madonie e nell'omonimo parco, in una posizione strategica sull'alta valle del fiume Imera Meridionale, sviluppandosi su un pendio fra i 900 e i 1100 m s.l.m.
Il territorio comunale, vasto ben 178 km² (quasi tutti in zona montana), si estende soprattutto in latitudine, indicativamente dallo spartiacque della catena delle Madonie a nord fino a raggiungere la provincia di Caltanissetta a sud. Nella parte settentrionale, ricompresa quasi per intero nel Parco delle Madonie, si trovano estese formazioni boschive di latifoglie (con prevalenza di faggi, querce e castagni) e di conifere (in gran parte frutto di rimboschimenti), nonché ampie zone destinate al pascolo. Nella parte meridionale prevalgono le coltivazioni seminative di tipo estensivo.
Il territorio è parte della Regione agraria 3 ("Montagna interna - Madonie Orientali").
Il comune è classificato come zona sismica di tipo "2" (sismicità medio-alta). Molti sono i terremoti che hanno colpito la località nel tempo, arrecando a volte danni e vittime, pur senza raggiungere mai livelli di grande catastrofe.

### Clima
Il clima, tipicamente mediterraneo-montano, presenta inverni abbastanza rigidi e piovosi, con abbondanti nevicate ed estati calde e secche.
Il comune è classificato nella zona climatica "E".
| Petralia Sottana    | Mesi | Mesi | Mesi | Mesi | Mesi | Mesi | Mesi | Mesi | Mesi | Mesi | Mesi | Mesi | Stagioni | Stagioni | Stagioni | Stagioni | Anno |
| Petralia Sottana    | Gen  | Feb  | Mar  | Apr  | Mag  | Giu  | Lug  | Ago  | Set  | Ott  | Nov  | Dic  | Inv      | Pri      | Est      | Aut      | Anno |
| ------------------- | ---- | ---- | ---- | ---- | ---- | ---- | ---- | ---- | ---- | ---- | ---- | ---- | -------- | -------- | -------- | -------- | ---- |
| T. max. media (°C)  | 6,5  | 7,1  | 8,9  | 12,0 | 17,6 | 22,6 | 25,8 | 25,8 | 21,7 | 16,0 | 11,7 | 8,0  | 7,2      | 12,8     | 24,7     | 16,5     | 15,3 |
| T. min. media (°C)  | 2,5  | 2,2  | 3,6  | 5,9  | 10,1 | 14,3 | 17,2 | 17,5 | 14,6 | 10,6 | 6,9  | 4,2  | 3,0      | 6,5      | 16,3     | 10,7     | 9,1  |
| Precipitazioni (mm) | 64   | 50   | 48   | 38   | 27   | 11   | 11   | 18   | 39   | 74   | 67   | 64   | 178      | 113      | 40       | 180      | 511  |

## Storia
Le prime tracce di insediamento umano risalgono al IV/III millennio a.C. (periodi del Neolitico e dell'Eneolitico) come testimoniato dai reperti archeologici della vicina Grotta del Vecchiuzzo. In tempi assai più vicini dovette esistere un insediamento indigeno, fortemente influenzato dalla vicina colonia greca di Imera, nei cui scavi è stata rinvenuta una moneta bronzea, il Petrinon che reca appunto il nome della città di Petra. Che Petra corrisponda alla moderna Petralia è suggerito dal nome e dalla vicinanza ad Imera.
Nel III secolo a.C., con la conquista romana, Petra divenne città "decumana" e centro di un qualche rilievo come presidio militare e mercato agricolo, come testimoniato da diversi scritti dell'epoca (tra gli altri Cicerone nelle "Verrine" e Diodoro Siculo) e da pochi ritrovamenti archeologici. Il paese seguì poi le sorti del resto dell'isola subendo le invasioni barbariche prima e la successiva riconquista bizantina.
Con la conquista araba, nel IX secolo, venne ribattezzata "Batarliah" o "Batraliah" e divenne importante piazzaforte militare strategica e mercato. Gli storici Edrisi e al-Muqaddasi raccontano di una città murata collocata sotto una rocca, con grande abbondanza di risorse idriche e che ospitava un mercato, un castello, una chiesa e una moschea, segno della presenza di una pluralità di comunità etnico-religiose. Della presenza araba sono sopravvissute talune espressioni dialettali o denominazioni di contrade e un prezioso candelabro bronzeo, parte del ricco tesoro della Chiesa Madre.
I Normanni conquistarono Petralia intorno al 1062, fondandovi un castello. Il centro, dapprima infeudato a tale Maimun Gaito, forse già emiro arabo, fu poi terra demaniale per finire a Gilberto di Monforte (1201) e, durante il periodo svevo, ai Ventimiglia di Geraci. Dopo vennero i Moncada, i Cardona e gli Álvarez de Toledo, fino all'abolizione della feudalità nel 1817. Fino alla fine del XV secolo (prima dell'editto di espulsione del 1492) vi era insediata una comunità ebraica.
In un documento del 1258 appaiono per la prima volta distinte Petra "inferior" (Petralia Sottana) e Petra "superior" (Petralia Soprana) distinte in due rispettive Università, in origine quasi certamente un'unica comunità. Il centro, a partire dalla conquista normanna, acquisì progressivamente i caratteri della "città rurale" con un'economia piuttosto chiusa fondata sull'agricoltura (soprattutto latifondo cerealicolo) e la pastorizia, con una forte stratificazione sociale che divideva la grande massa di contadini e allevatori da artigiani, aristocrazia e clero. La controriforma portò con sé oltre a numerosi insediamenti monastici (alcuni di notevole pregio artistico e architettonico) anche un discreto numero di condanne emanate dall'Inquisizione.
Il XIX secolo portò una notevole vivacità economica, sociale e culturale: dopo l'impresa garibaldina (cui il paese partecipò con un gruppo di volontari) vi s'insediarono gli uffici pubblici a servizio del comprensorio delle Alte Madonie e opifici vari, facendola diventare un po' il capoluogo (era sede anche del collegio elettorale) e "il centro più progredito" della zona (come ricorda lo scrittore polizzano Giuseppe Antonio Borgese). Sulle sue strade passava il percorso della Targa Florio.
Pur essendo rimasta ai margini dell'esperienza dei fasci siciliani, negli anni dieci si svilupparono le presenze politiche e sociali (cooperative) socialiste e repubblicane, affiancate da un attivo ruolo della Chiesa in favore delle organizzazioni cattolico-democratiche. Dopo la prima guerra mondiale e prima dell'avvento del fascismo, infatti, venne eletta la prima amministrazione cittadina di carattere democratico e popolare (ne fece parte, tra gli altri, Francesco Musotto, futuro deputato socialista alla Camera e Alto Commissario per la Sicilia), destituita successivamente dal regime.
Già prima della Grande Guerra iniziò un consistente flusso di emigrazione diretta dapprima verso le Americhe, poi (secondo dopoguerra) verso l'Europa centro-settentrionale e il Nord Italia e, per altri versi, verso Palermo e le città della fascia costiera, che hanno ridotto gli abitanti dagli oltre 10 000 dei primi del Novecento (comprendendo allora anche l'attuale comune di Castellana Sicula) ai numeri odierni.
Dopo la Liberazione, avvenuta per opera degli anglo-americani nel 1943 e con la fine della seconda guerra mondiale esplose il conflitto sociale: la battaglia per la riforma agraria, con l'occupazione delle terre, costò la vita al sindacalista Epifanio Li Puma, nella vicina Raffo, ucciso dalla mafia al soldo dei baroni, i cui funerali si svolsero nella chiesa madre, rifiutandosi il clero di Soprana di celebrarli.

### Simboli
Lo stemma civico è il Giglio di roccia, una pianta di giglio d'oro, su sfondo rosso. ricollegato alla probabile origine della denominazione del paese (Lilium Petrae). Lo stemma è sormontato dalla corona di città. Sotto lo stemma vi è un cartiglio con il motto "Lilium Petrae". È stato concesso con decreto del presidente della Repubblica Italiana del 27 luglio 1993.
Il gonfalone è un drappo di rosso terminante al battente in coda di rondine.

## Monumenti e luoghi d'interesse

### Basilica Chiesa Madre di Maria Santissima Assunta

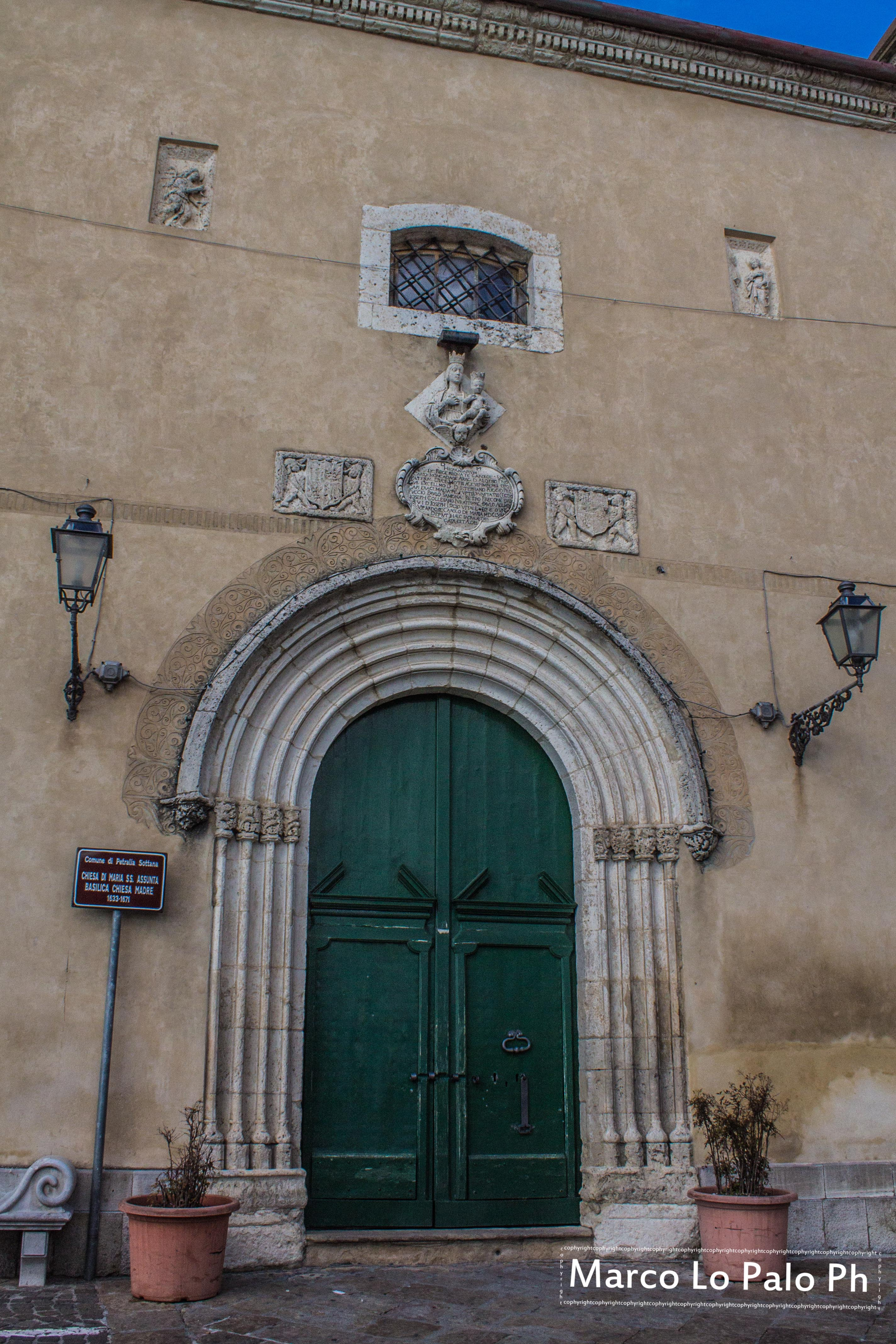
Portale secondario della chiesa madre

Il duomo di Petralia Sottana, comunemente definito "Madrice" o "chiesa madre", è intitolato a Maria Santissima Assunta, sorge, probabilmente già nel IX secolo. Dell'antico tempio medievale, diventato angusto e poco fruibile, sopravvisse solo il portale secondario quattrocentesco in stile gotico catalano Sormontato dagli antichi stemmi dei Cardona e dall'alto rilievo in pietra locale della Vergine Maria Regina a mezzobusto .
L'attuale struttura, a tre navate e impianto basilicale, fu realizzata fra il 1633 e il 1670 con l'attiguo campanile terminato nel 1680 costruito in pietra bianca dotato di arco a sesto acuto. Il Duomo venne solennemente consacrata nel 1790 dal vescovo di Messina .
All'interno ospita opere di Giuseppe Salerno e della scuola dei Gagini, nonché un trittico del XV secolo dedicato alla "Madonna della Vittoria", di scuola siculo-marchigiana in cornice lignea gotica, attribuito a Pietro Ruzzolone o alla sua cerchia. Nel Duomo vi sono numerose opere pittoriche e scultoree d'arte sacra, realizzate in un arco temporale compreso tra il XVI e il XIX secolo. La cappella dell'Immacolata concezione presenta decorazioni in tarsie marmoree policrome.
La chiesa conserva un notevole "tesoro", comprendente opere di oreficeria e argenteria, con pezzi d'epoca medievale, barocca e neoclassica, tra essi un candelabro arabo con incisioni a caratteri cufici, e un interessante e antico archivio, recentemente riordinato e reso fruibile.

### Chiesa di San Francesco d'Assisi
Sorta assieme all'annesso convento dell'Ordine dei frati minori conventuali nel Quattrocento, la sua attuale configurazione risale al XVII secolo. Adornata da pregiatissimi affreschi e stucchi in stile barocco opera di maestranze madonite che ricoprono completamente le mura e raccontando gli episodi della vita del santo di Assisi. Custodisce la tela del titolare raffigurato nell'atto di ricevere le stimmate, opera dello Zoppo di Gangi, altre tele di elevato valore artistico della scuola del Novelli, la pala d'altare è opera di Antonio Grano, uno dei maggiori pittori del periodo barocco siciliano, raffigurante un episodio di vita ascetica dal titolo Sant'Egidio e la liberalità del re visigoto Wamba, capolavoro della chiesa é il pregevolissimo pulpito barocco in legno dorato, opera del frate Pietro Bencivinni.

### Chiesa della Santissima Trinità (Badia)
Sorge a partire dal 1531 assieme all'attiguo convento delle suore domenicane di clausura (oggi Istituto Magistrale). Ospita un grandissimo Retablo marmoreo alto 10 metri raffigurante nelle formelle la vita di Cristo, simile ai grandi retabli lignei delle cattedrali spagnole. La tradizione iconografica spagnola nel caso di Petralia viene fusa con la fiorente arte rinascimentele italiana del Cinquecento. Il Retablo è il capolavoro di Giandomenico Gagini, Sono da notare diverse splendide tele di scuola siciliana del Seicento e Settecento, la Deposizione del romantico D'Antoni, un raro e prezioso organo settecentesco sospeso sulla portaminore opera dell'organaro Baldassare di Paola .

### Santuario della Madonna dell'Alto
A 1 819 metri sul livello del mare sorge sulla cima del Monte Alto il Santuario mariano. Il luogo di culto sorse nel Medioevo e venne ristrutturato e arricchito fino al XVII secolo. Vi si custodisce, nell'altare maggiore della chiesa, tutto decorato in marmi e racchiuso da una cancellata barocca in ferro battuto, la miracolosa effigie della Vergine Maria scolpita da Domenico Gagini del 1471, molto venerata dagli abitanti dei paesi vicini. Nel 1818 la Madonna dell'Alto venne proclamata protettrice di Petralia Sottana a seguito di un forte terremoto che lasciò quasi del tutto illeso il popolo del paese , ma mandando in macerie solo il campanile della chiesa di Santa Maria alla Fontana e provocando alcuni danni strutturali alla Madrice che venne subito restaurata.

### Chiesa di Santa Maria alla Fontana
Sorta nel Medioevo e restaurata nel Seicento sul luogo in cui un tempo, probabilmente, sorgeva una moschea, presenta un portale gotico-catalano del Trecento simile a quello del Duomo, la chiesa è addossata alla rocca che attraversa il paese e da cui sgorga acqua di fonte, essenziale per le abluzioni prescritte dal Corano, e convogliata, fino ai primi decenni del Novecento in una grande fontana semicircolare con quattro bocche di uscita dell'acqua, che dava il nome alla chiesa, e oggi sostituita da due piccole fontane a coppa con mascherone poste ai lati del monumento ai caduti. Ospita pregevoli opere scultore del periodo rinascimentale e tele settecentesche di scuola siciliana.

### Museo Civico “Antonio Collisani”
Ospitato nei locali dell'ex Carcere della città, è costituito da una collezione geologica. Il 26 aprile 2008 è stata inaugurata la sezione archeologica, che accoglie i reperti della preziosa collezione Collisani.
Roccioteca: è un'esposizione di rocce sedimentarie, rappresentative delle Madonie, tutte formate in ambiente marino. Tra le più belle e importanti, per le loro caratteristiche geologiche, citiamo: una roccia con cristalli di calcopirite, la limonite, la selce nera con ricristallizzazioni per stress tettonico, un alabastro calcareo, un nodulo algale e una serie di rocce evaporitiche che si sono formate circa sette milioni di anni fa a seguito della collisione continentale tra Spagna e Africa che ha portato alla chiusura del bacino del Mediterraneo, causando un abbassamento drastico del livello del mare e la consequenziale formazione di bacini dove per l’appunto si sono depositati gessi, calcari, salgemma e sali potassici.
Sala interattiva: la sala interattiva è stata dedicata interamente ai ragazzi poiché permette un approccio alternativo alle scienze che studiano la terra; i plastici didattici, azionati dal visitatore mettono in relazione le principali rocce che affiorano nelle Madonie e i loro ambienti di formazione. Immagini e reperti definiscono gli aspetti geologici, geomorfologici, tettonici, paleontologici relativi alla genesi del territorio. La sala interattiva è divisa in tre sezioni: 1) La terra, geocronologia e paleografia con uno spaccato del pianeta che mostra la sua conformazione interna e dei pannelli che raffigurano la datazioni geologiche; 2) Tavolo interattivo: rappresenta un tipico ambiente marino, zona di formazione delle rocce delle Madonie; 3) Collezioni fossili, I principali gruppi fossili presenti nelle rocce delle Madonie sono costituiti dalle spugne (la cui abbondanza è tale da aver consentito agli studiosi di istituire nuove generi e specie proprio sui fossili rinvenuti nell'area), dai coralli (splendidi i magnifici esemplari di scogliere coralline fossili che affiorano a Piano Battaglia), dai lamellibranchi, dai gasteropodi, dai foraminiferi e dai cefalopodi. La sala, attraverso il gioco, porta il visitatore a un apprendimento approfondito con leggerezza. È severamente vietato non toccare!
Sala Salgemma: la sala è dedicata alla miniera di salgemma, uno dei giacimenti più ricchi d'Europa sito nel territorio di Petralia Soprana in località Raffo. Tale sezione è stata allestita grazie al contributo della Italkali s.p.a. Il giacimento è racchiuso nel cuore di una montagna che si eleva fino a 1 100 metri sul livello del mare. L'eccezionale purezza del sale e la collocazione fuori dall'area dove si trovano gli altri giacimenti siciliani, fa pensare che quello di Petralia sia un giacimento di origine secondaria. Si tratterebbe, cioè, di depositi salini preesistenti che le vicende geologiche dell'isola hanno disciolto, spostato e ricristallizzato fuori dalla prima formazione. Il sale di Petralia ha perciò per natura una qualità del tutto speciale che nessun altro tipo di sale può imitare, neppure con trattamenti e manipolazioni che, comunque, ne compromettono la genuinità. Collegato alla sala è un piccolo laboratorio dove sperimentare proprietà chimico-fisiche di questo minerale.

### Palazzo del Giglio (Municipio)

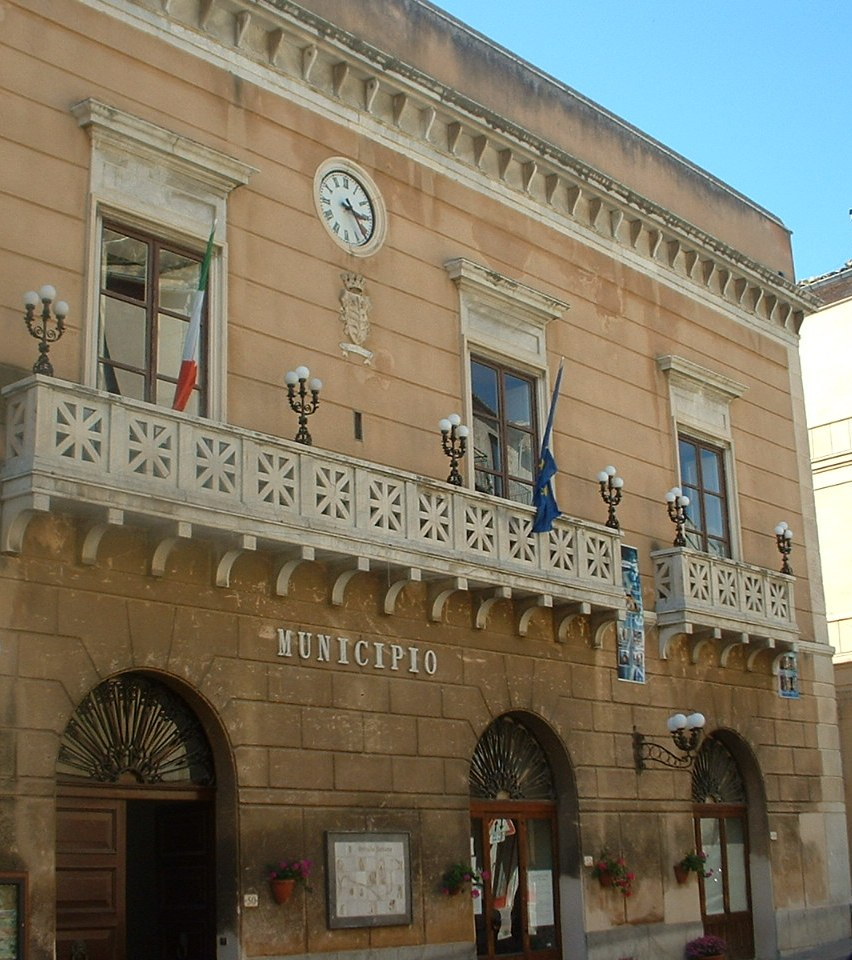
Palazzo del Giglio, sede del Municipio

Sorge nel XIX secolo sul luogo dell'antico Ospedale e della chiesa di san Giuliano. Custodisce affreschi ottocenteschi, tele dello Zoppo di Gangi e un notevole archivio storico. Dinanzi al municipio si trova "U Canali", fontana tipica con mascherone.

### Ex convento dei Frati Minori Riformati
La notevole struttura, posta nella parte più alta del paese, gode di una posizione privilegiata sulla vallata e sulla pineta circostante, fu realizzata nel XVII secolo. Dopo l'emanazione delle leggi eversive è transitato nelle disponibilità del Comune nel XIX secolo, le strutture per decenni sono state adibite a caserma militare. Ospita oggi una sede distaccata dell'Università di Palermo. All'interno nell'antico refettorio si può ammirare un pregevolissimo affresco del XVII secolo raffigurante l'Ultima Cena, opera attribuita a frate Emanuele da Como.

### Archeologia industriale

#### Centrale idroelettrica
Completata nel 1908, è sita in contrada Catarratti, non lontano dal paese. Rimasta in produzione fino al 1976 la struttura è tra le meglio conservate, anche grazie a un recente intervento di restauro compiuto volontariamente da alcuni cittadini.

#### Pastificio
Sorto nei primissimi anni del Novecento come pastificio "Pucci e Calascibetta", operava fino a inizio XXI secolo come pastificio "Castagna".

#### Produzione del gesso
La rocca "Balate", è luogo di estrazione della pietra da gesso, attività proseguita fino agli anni cinquanta. Dell'attività estrattiva permangono diverse tracce, specialmente nei piccoli fabbricati dei primi del Novecento impiegati per la cottura e la macinazione.

### La Casa du Currivu
A Petralia Sottana si trova uno degli edifici più stretti al mondo. La cosiddetta Casa dû Currivu (ovvero 'Casa del Dispetto'), larga solo 100 cm, fu costruita negli anni 1950 in seguito a una faida tra vicini di casa, al solo scopo di ostruire la vista all'abitazione retrostante.

## Società

### Evoluzione demografica
Abitanti censiti

### Etnie e minoranze straniere
Al 31 dicembre 2017 risultavano regolarmente residenti 72 stranieri, di cui 25 romeni.

### Tradizioni e folclore

#### Festa patronale di San Calogero
Si svolgono il 17 e 18 giugno i festeggiamenti in onore del santo patrono di Petralia Sottana, preceduti dalla tradizionale settina di preparazione alla festa.
Il culto di san Calogero Eremita è antichissimo e radicato tanto che fino al secolo scorso San Calogero veniva portato in processione anche il giorno del Corpus Domini. Si attesta anche l'esistenza di un quadro che poi rovinandosi fu sostituito dalla splendida statua del Pintorno. Il 17 sera dopo i vespri solenni si assiste alla fiaccolata con la processione della piccola effigie del santo portata dai fanciulli. Il 18 pomeriggio si snoda tra le scoscese vie del paese una lunga processione solenne con la pesante vara su cui viene posizionata la statua del santo. La vara viene addobbata di fave, fiori, amarene, spighe da nastrini colorati e dagli ex voto. I portatori si abbracciano per sostenere il consistente peso della vara e gridano ludamu e ringraziamu lu Santissimu Sacramientu, evviva san Caloriu. Alla processione non partecipano le Confraternite e le Congregazioni poiché queste storicamente rappresentano distinzioni socioeconomiche, mentre san Calogero è festa di popolo; fino agli anni 1940 non partecipava nemmeno il clero, con l'eccezione del rettore dell'altare di San Calogero. In alcuni tratti del percorso i portatori formano la catina, per agevolare la salita nelle ripide strade, o per frenare nelle discese, non dimenticando che solo la vara pesa 18 quintali. A precedere la vara è uno stendardo con nastri e cianciane recante l'effigie del santo, u palu di san Calò che viene tenuto in equilibrio su diverse parti del corpo facendolo volteggiare al suono incessante dei tamburi. A conclusione della festa vi sono concerti e uno spettacolo pirotecnico.

#### Ballo della Cordella
Il ballo della Cordella è rievocazione di antichissime tradizioni contadine, di origine pre-cristiana. Si fondono infatti il ringraziamento per il raccolto e l'augurio di fecondità rivolto alla terra e agli sposi. In antico il ballo doveva essere dedicato alla dea pagana Cerere, protettrice delle messi e dei raccolti, poi sostituita dopo l'avvento del cristianesimo dalla Madonna dell'Alto (venerata nel vicino santuario). Il ballo è preceduto da un corteo nuziale e da uno sposalizio. Le dodici coppie di ballerini, simboleggianti i mesi dell'anno, ballano intorno a un palo sormontato da spighe di grano reggendo dei nastri di vari colori, che vengono intrecciati a simboleggiare le stagioni. Canti e invocazioni accompagnano il tutto. La manifestazione, rievocata fin dagli anni trenta, si tiene la domenica dopo ferragosto di ogni anno.

## Cultura

### Eventi

#### Festa della castagna
La festa della castagna si tiene, di solito, nell'ultima settimana del mese di ottobre di ogni anno. La manifestazione, che prende il via negli anni settanta, più che una sagra legata a un prodotto tipico (la castagna, che pure abbonda nei boschi intorno alla località) è espressione dell'"essere pungenti" come il riccio che accoglie la castagna. Sfilata di carri allegorici, distribuzione di prodotti tipici e spettacoli di satira locale. Negli ultimi anni ha assunto la denominazione di festa dei sapori madoniti dell'autunno.

#### Riti della Settimana santa
Tuttora molto sentiti e partecipati sono i riti della settimana santa.
Il Giovedì santo in chiesa madre viene officiata la messa nella cena del Signore e in diverse chiese del paese vengono ancora realizzati i "sepolcri" ovvero luoghi per la riposizione del Santissimo Sacramento. La processione del Venerdì santo con Vergine Addolorata e il Cristo nell'urna vede la partecipazione di alcuni figuranti (soldati e pie donne) in costume e di tutte le confraternite e congregazioni religiose, coi loro membri che indossano gli antichi abiti penitenziali.
La veglia pasquale tra il sabato e la domenica di Pasqua trova il suo culmine, alla mezzanotte, con la Caduta d'u Tiluni: un'immensa tela dipinta, che viene posta verticalmente a chiusura dell'abside della chiesa madre durante tutto il periodo quaresimale, viene fatta cadere scoprendo l'altare e il Cristo Trionfante.
Nella mattinata della domenica di Pasqua si svolge una processione, anche questa con la partecipazione delle confraternite cittadine, nella quale vengono separatamente portate (a spalla) per le strade del paese, le statue della Madonna e di Gesù. Le effigi, a Mezzogiorno, s'incontrano (in dialetto locale si parla di U N'cuontru) simbolicamente, con la statua mariana che corre ad abbracciare quella del figlio, lasciando cadere il manto nero che simboleggia il lutto. Tra lo sparo gioioso dei mortaretti.

#### Batraliah Art Festival
Si svolge in luglio dal 2018, prendendo in prestito il nome arabo del paese "Batraliah", al festival si ritrovano numerosi artisti con le loro opere d'arte. Un evento che viene sviluppato anche attraverso i social network coinvolgendo tutti, grandi e piccini. L'evento ha come obiettivo la valorizzazione degli artisti madoniti e del patrimonio artistico del borgo medievale di Petralia Sottana.

## Geografia antropica

### Quartieri
Tradizionalmente l'abitato è diviso in cinque quartieri ma ai giorni odierni ne contiamo sette:
- Pusterna, l'area medievale dove sorgono la Chiesa Madre, la prigione (che oggi ospita il museo Collisani) e l'antico castello.
- Carmine, collocato più in alto, è stato per secoli il quartiere degli artigiani come testimonia la toponomastica.
- San Salvatore, accanto al Carmine, sembra sia sorto intorno al Quattrocento; era abitato soprattutto da pastori.
- Provvidenza, quartiere medioevale contadino, caratterizzato da stradine strettissime sotto la chiesa madre.
- Casale, sorto fra il Seicento e il Settecento sulla base di una razionale programmazione, in parte sull'area che, ospitava il quartiere ebraico ovvero l'odierna via Conceria.
- San Giovanni, quartiere antico dove prima sorgeva solo la chiesa di San Giovannie e San Calogero, la chiesa di San Rocco, la Chiesa della SS Croce e il Convento dei Capuccini, in questo sito veniva fatta la fiera del bestiame in onore del Santo Patrono San Calogero, in seguito sono sorte numerose case intorno, il Calvario e l'ex ospedale.
- San Giuseppe, periferia dove sorgeva la chiesetta di San Giuseppe di campagna, in seguito all'ampliazione della popolazione e svariate esigenze sono sorti numerose palazzine.

Negli anni sessanta sorge il quartiere, di edilizia popolare, di San Giuseppe, separato dal resto dell'abitato e realizzato, in scala evidentemente ridotta, sul modello allora in voga, delle New Towns.
Negli anni ottanta e novanta, a dispetto del continuo calo demografico, si sono sviluppati gli insediamenti residenziali nelle aree di Pirilla e Petragrossa.

### Frazioni
Numerose, nel grande territorio comunale, sono le frazioni agricole: borghi rurali costruiti intorno alla residenza del feudatario, dotati di una relativa autonomia dal centro abitato. Solo qualche attività agrituristica utilizza gli antichi fabbricati in disuso.

#### Piano Battaglia
Completamente diversa è l'origine della frazione di Piano Battaglia. Collocata a circa 1 600 metri sul livello del mare in un'ampia conca carsica nel cuore della catena montuosa delle Madonie, è inserita in una pregevole cornice naturalistica, circondata da un'antica faggeta. Il suo sviluppo risale agli anni sessanta, quando assunse l'aspetto di vivace e frequentata località turistica invernale, ospitando sia strutture per la pratica degli sport invernali (piste da sci e impianti di risalita) sia numerose strutture ricettive e case vacanza.
Bilice
Santuario del Crocefisso di Bilice.

## Economia
Attualmente l'economia del paese, che mantiene un'importante posizione di centralità nel comprensorio madonita, si regge su un forte apporto dell'impiego pubblico, su modeste attività agricole e commerciali con un settore turistico in crescita, anche grazie alla stazione turistica di Piano Battaglia.
Dal punto di vista sociale vi è una forte incidenza della popolazione anziana, nonostante ciò i tassi di scolarizzazione e d'istruzione superiore sono al di sopra della media nazionale.
Nel comune ha la sua sede centrale la Banca di Credito Cooperativo San Giuseppe delle Madonie.
Dal 2014 Petralia Sottana è ha ottenuto il riconoscimento "bandiera arancione" del Touring Club Italiano.

## Infrastrutture e trasporti
Il comune è interessato dalle seguenti direttrici stradali:
- .dell'Etna e delle Madonie

## Amministrazione
Di seguito è presentata una tabella relativa alle amministrazioni che si sono succedute in questo comune.
| Periodo          | Periodo          | Primo cittadino      | Partito                     | Carica  | Note   |
| ---------------- | ---------------- | -------------------- | --------------------------- | ------- | ------ |
| 21 novembre 1988 | 13 dicembre 1989 | Buonaventura Licata  | Partito Socialista Italiano | Sindaco | [ 18 ] |
| 13 dicembre 1989 | 4 giugno 1992    | Remigio Sprini       | Democrazia Cristiana        | Sindaco | [ 18 ] |
| 7 giugno 1993    | 1º dicembre 1997 | Francesco Figlia     | lista civica                | Sindaco | [ 18 ] |
| 1º dicembre 1997 | 28 maggio 2002   | Alfonso Di Benedetto | lista civica                | Sindaco | [ 18 ] |
| 28 maggio 2002   | 15 maggio 2007   | Roberto Ardizzone    | lista civica                | Sindaco | [ 18 ] |
| 15 maggio 2007   | 8 maggio 2012    | Santo Inguaggiato    | centro-sinistra             | Sindaco | [ 18 ] |
| 8 maggio 2012    | 12 giugno 2017   | Santo Inguaggiato    | centro-sinistra             | Sindaco | [ 18 ] |
| 12 giugno 2017   | 13 giugno 2022   | Leonardo Iuri Neglia | lista civica                | Sindaco | [ 18 ] |
| 13 giugno 2022   | in carica        | Pietro Polito        | lista civica                | Sindaco | [ 18 ] |

## Galleria d'immagini

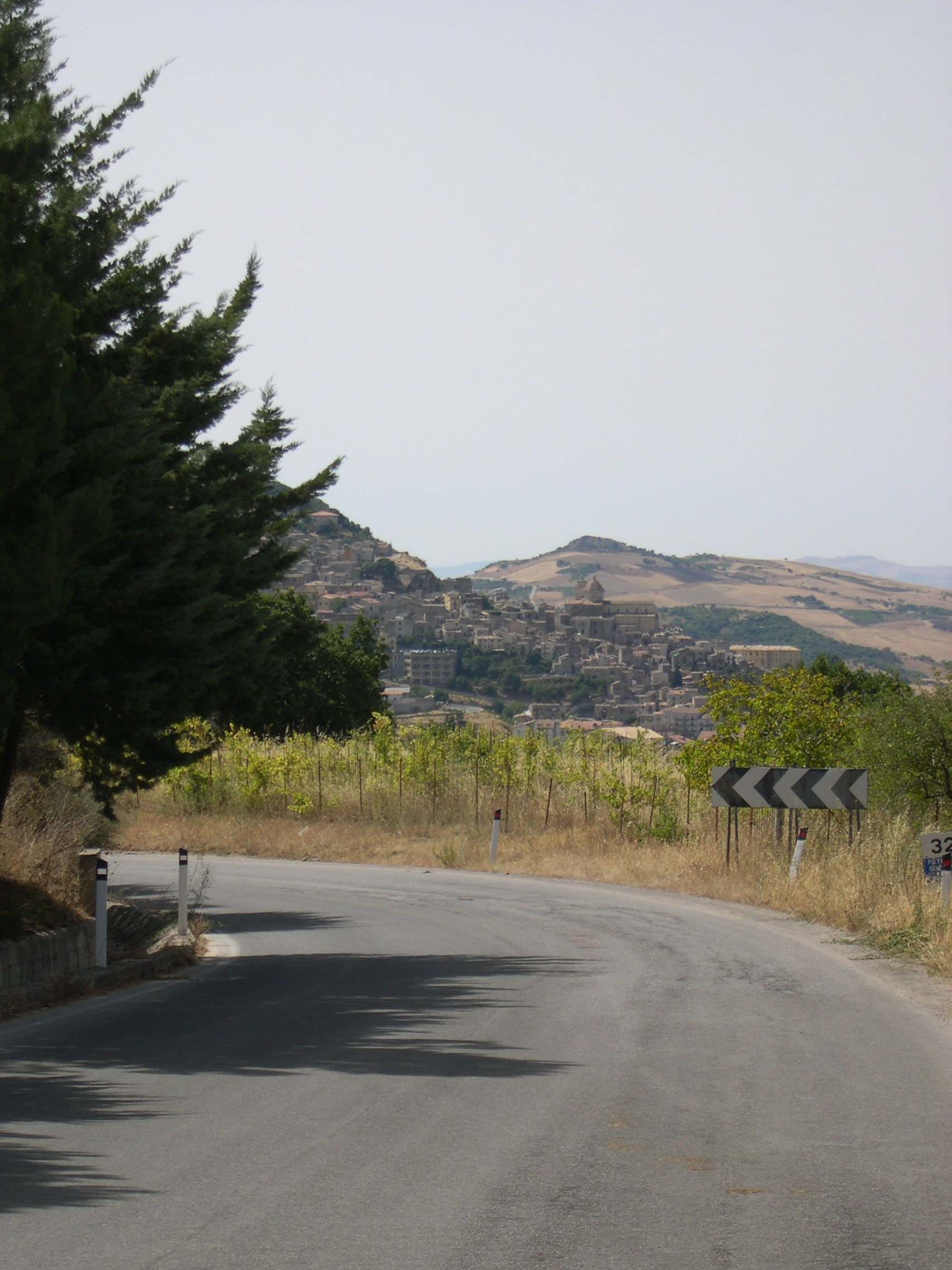
Vista del paese
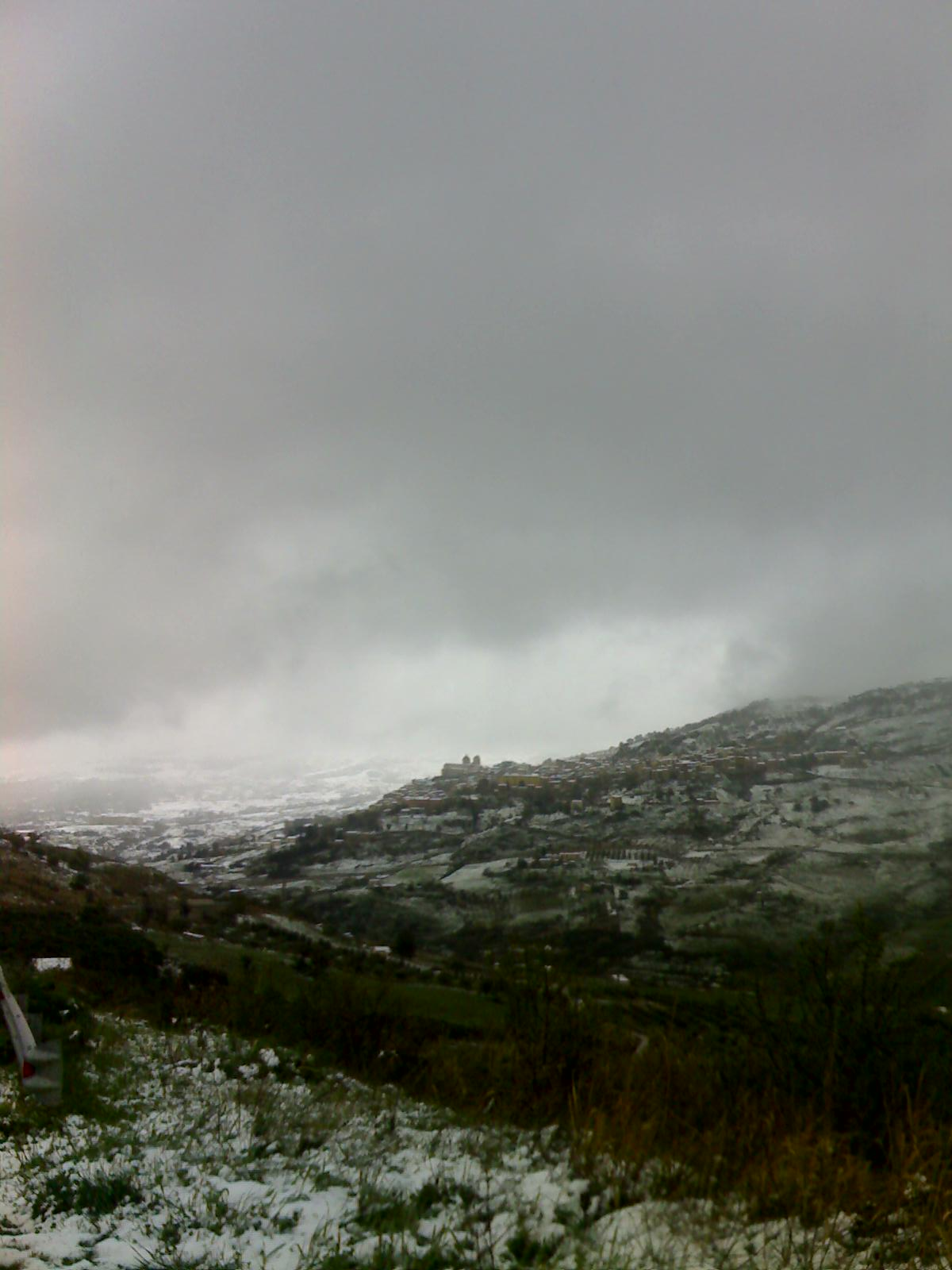
Panorama invernale
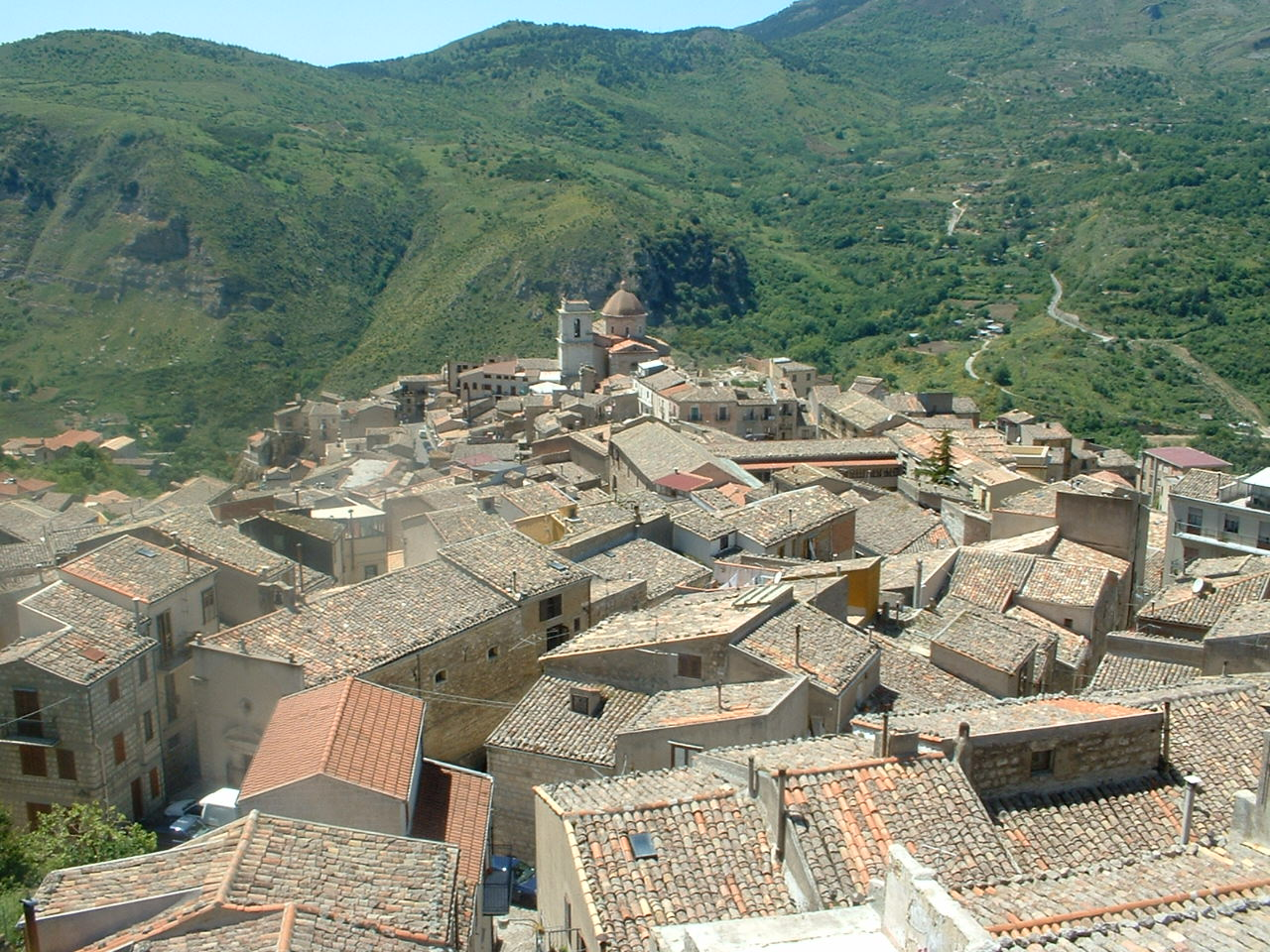
Panorama parziale
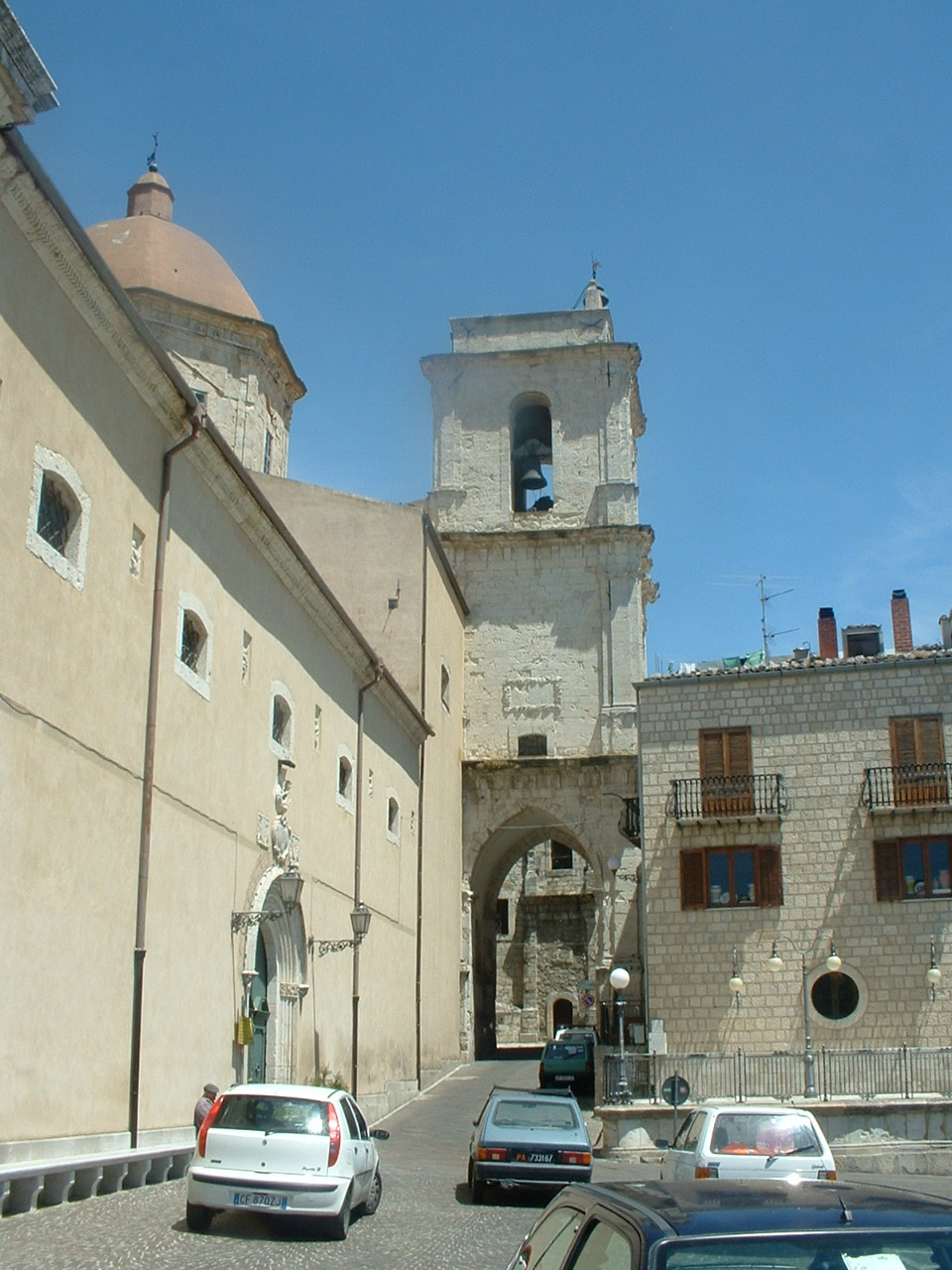
Campanile e cupola della chiesa madre
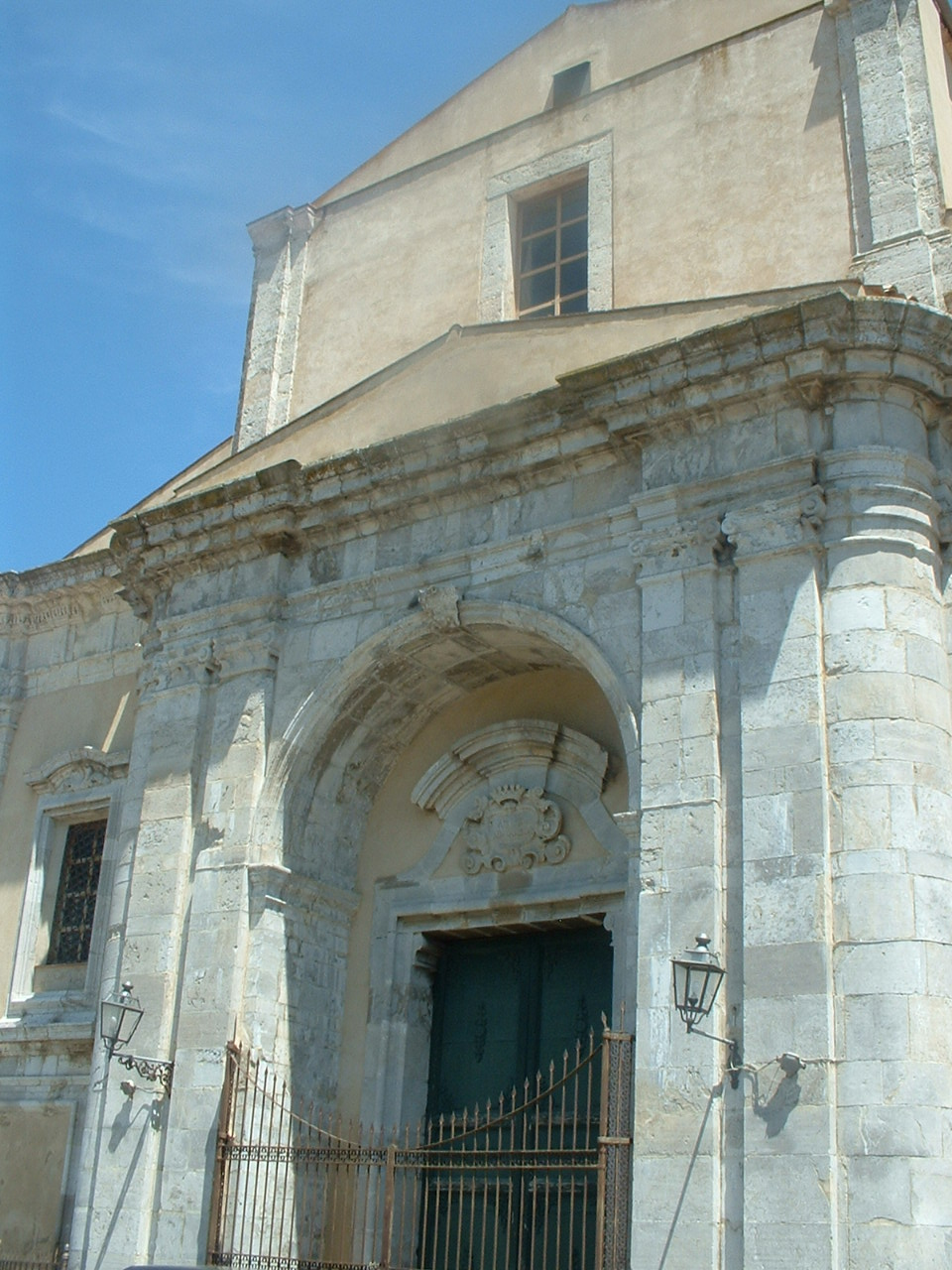
Facciata e portale principale della Chiesa Madre
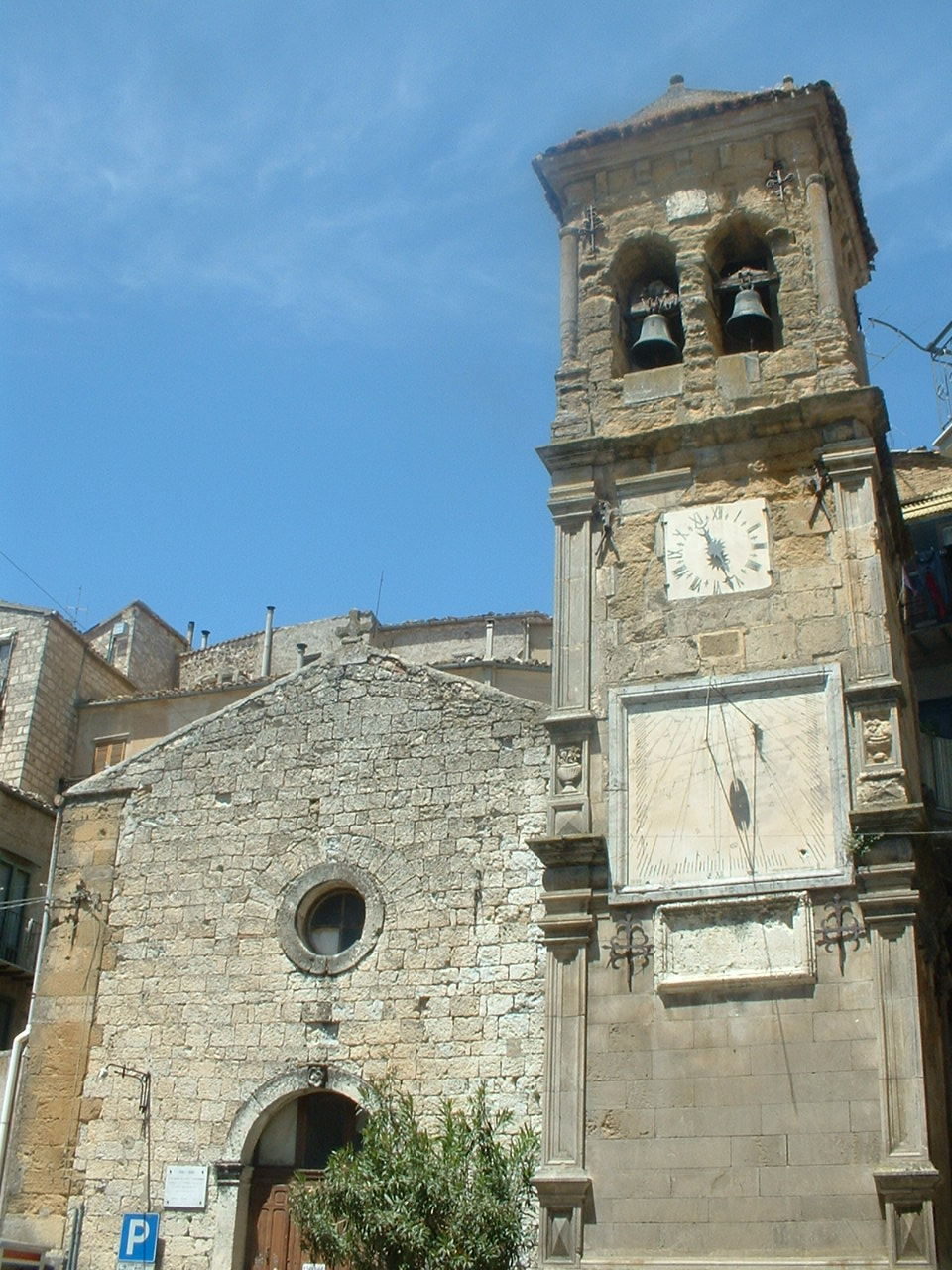
La chiesa della Misericordia con il campanile e la meridiana
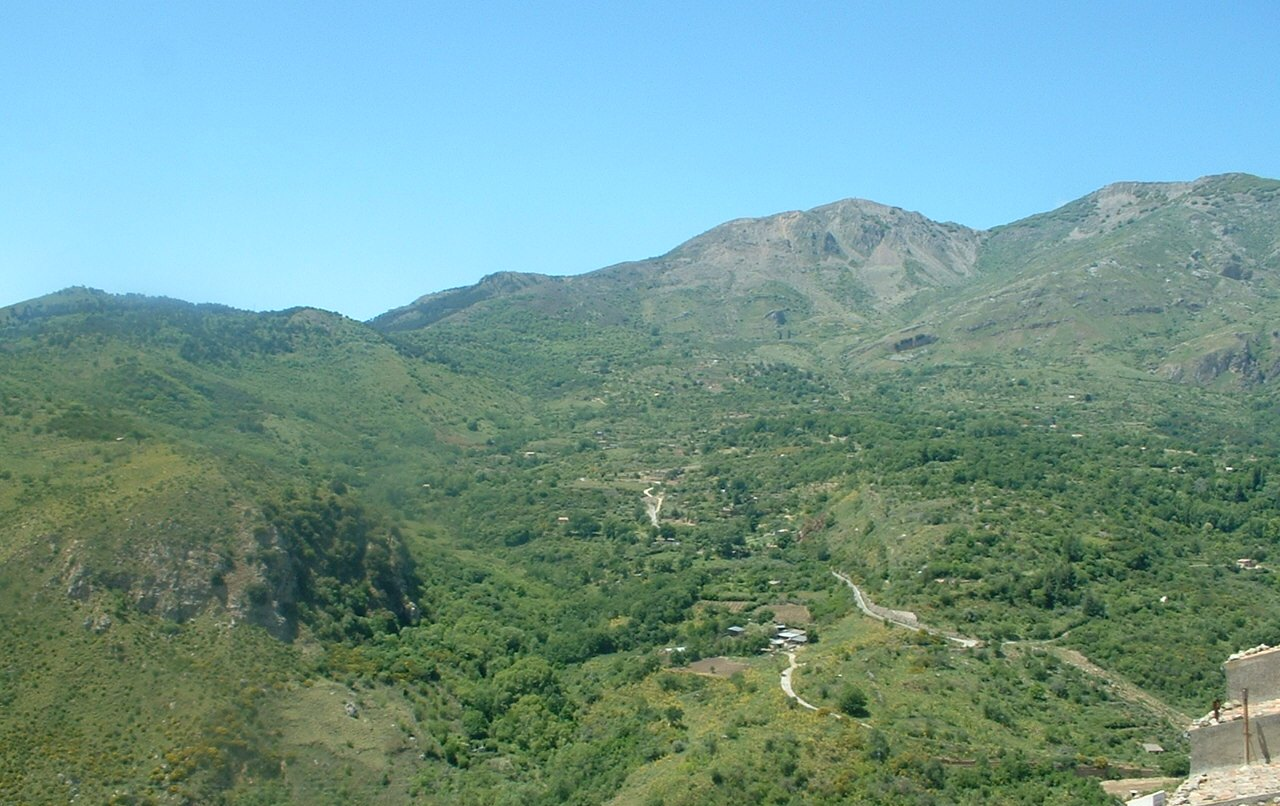
Le Madonie meridionali viste da Petralia Sottana
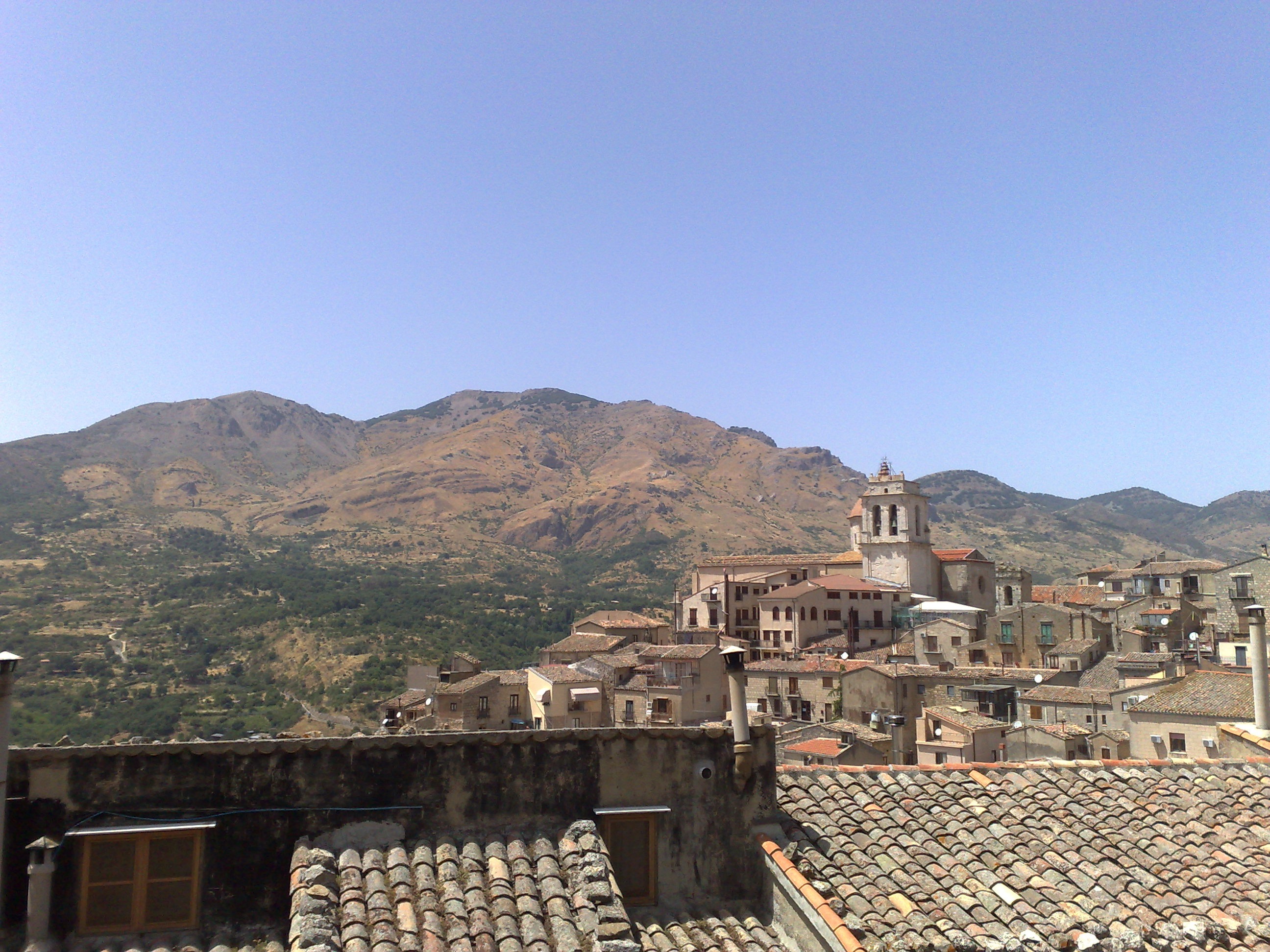
Panorama
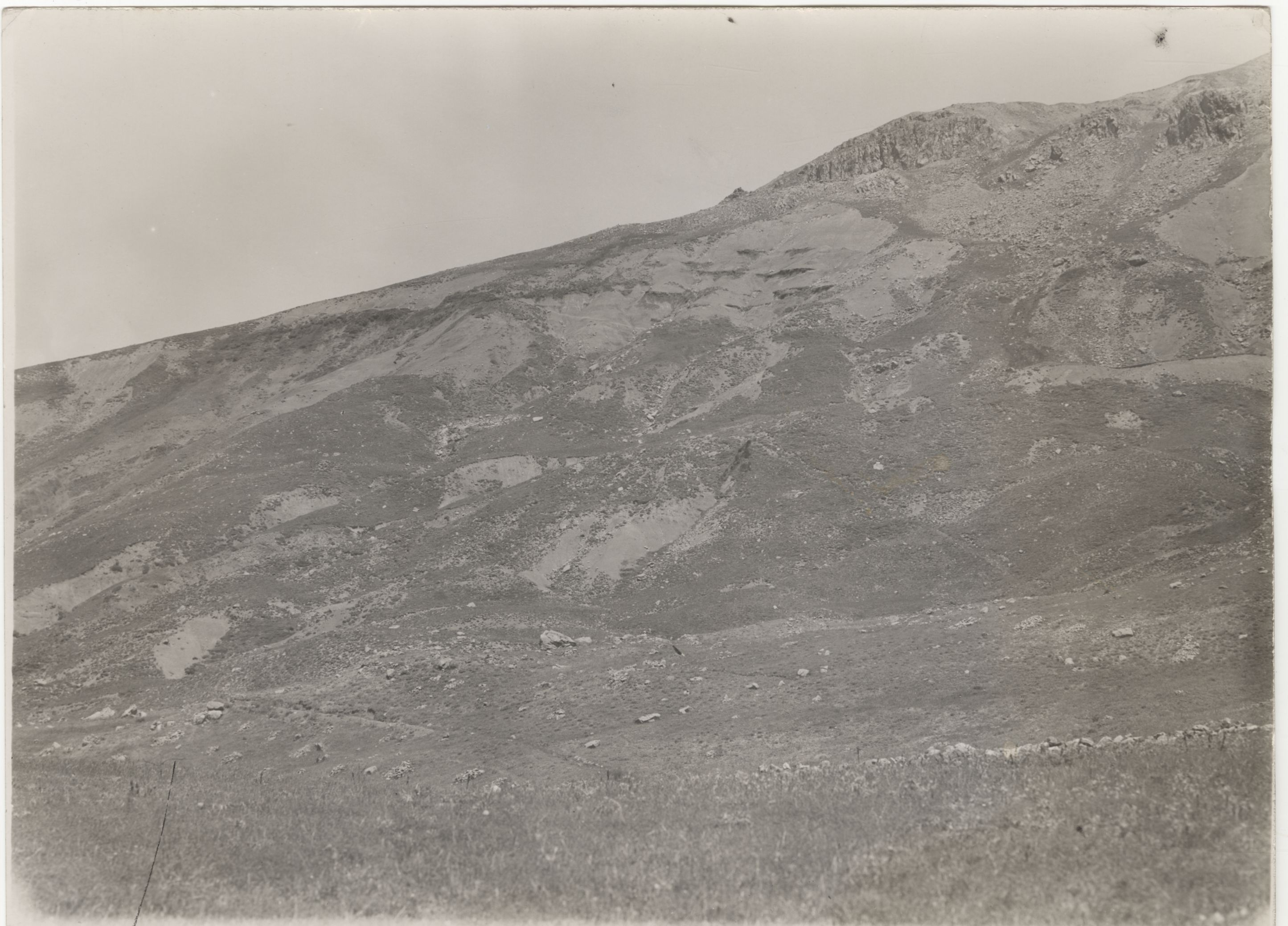
Vista della valle dopo i lavori di disboscamento